# Nyulnyul jezici
Nyulnyul jezici porodica od devet australskih jezika iz Zapadne Australije kojim govori manje od 500 ljudi. 
Predstavnici su: bardi [bcj], 380 (1996 popis); djawi [djw], †; dyaberdyaber [dyb], †; dyugun [dyd], †; nimanbur [nmp], †; nyigina [nyh], 50 (Wurm and Hattori 1981); nyulnyul [nyv], †; warrwa [wwr], †; i yawuru [ywr], 30 (2001 K. Hosokawa)

## Vanjske poveznice
- Ethnologue (14th)
- Ethnologue (15th)